# Tratado de Stettin (1653)

El Ducado de Pomerania dividido entre Suecia y Brandeburgo en el Tratado de Stettin en 1653: la Pomerania Sueca o Pomerania Occidental aparece en azul, mientras que la brandburguesa o Pomerania Central lo hace en naranja, al igual que Brandeburgo (al sur).

El Tratado de Stettin (en alemán: Grenzrezeß von Stettin) del 4 de mayo de 1653 puso fin a la disputa que enfrentó a Brandeburgo y Suecia en el contencioso por la sucesión del Ducado de Pomerania que surgió tras extinguirse la Casa de Pomerania durante la guerra de los Treinta Años. Brandeburgo exigía que se cumpliese lo dispuesto en el Tratado de Grimnitz (1529), mientras que Suecia reclamó que se aplicase el Tratado de Stettin de 1630. Los rivales acordaron finalmente repartirse el ducado, a la sazón bajo ocupación sueca, en la Paz de Westfalia (1648), y el Tratado de Stettin definió la frontera entre las dos partes en que se dividió. Pomerania Occidental se transformó en la Pomerania Sueca, mientras que Pomerania Central fue a partir de entonces la Pomerania brandeburguesa.

## Situación

La Pomerania Sueca u occidental como parte el Imperio sueco. Las fechas indican el año de adquisición de cada territorio por Suecia o el período en que lo administró, si lo perdió luego.

Suecia había ocupado el Ducado de Pomerania en 1630, durante la contienda. El último duque de la Casa de Pomerania, Bogislao XIV, falleció en 1637, y el ducado debía haber pasado al señor de Brandeburgo según lo dispuesto en el Tratado de Grimnitz.
La presencia sueca, sin embargo, lo impidió. La Paz de Westfalia de 1648 puso fin a la guerra en el Imperio, y en ella se estipuló que Pomerania fuese repartida entre Brandeburgo y Suecia. El Tratado de Núremberg de 1650 definió aproximadamente las zonas que corresponderían a cada uno.

## El tratado
El trazado fronterizo detallado se definió, no obstante, en el Tratado de Stettin de 1653, que dividió el Ducado de Pomerania a lo largo de una línea al este del Óder. Las tierras al oeste de esta línea (Pomerania Occidental, incluyendo Stettin) se las quedó Suecia, por lo que recibieron el nombre de Pomerania Sueca. Las situadas al este (Pomerania Central) pasaron a poder de Brandeburgo. Sin embargo, la mitad de los ingresos arancelarios de la Pomerania Central también correspondieron a Suecia, incluso después de que hubo evacuado este territorio.
La frontera partía de la de Brandeburgo-Pomerania y dejaba Komturei Greifenhagen y Komturei Wildenbruch en el lado sueco, seguía hacia el sur hacia el Woltiner See entre Wierow y Schönfeld, y giraba al norte entre Damerow y Greifenhagen, Klebow y Brünken, Hökendorf y Buchholz hasta alcanzar el río Plöne; atravesaba luego el bosque de Friedrichswalde, cruzaba el Ihna, rodeaba Gollnow y Hohenbrück (que quedaban en la parte sueca), alcanzaba el Martinscher See, rodeaba Kammin, Tribsow y Fritzow (localidades de la zona sueca) y llegaba al mar Báltico entre Raddack y Lüchentin.
La primera reunión del Landtag de la Pomerania brandeburguesa se celebró en Stargard el 19 de julio de 1653. La retirada sueca de la Pomerania central se completó el año siguiente.

## Relevancia en el ámbito europeo
El tratado consolidó el control sueco del estuario del Óder, que se sumó al que ya gozaba el país del bajo Weser y el Elba desde la firma de la Paz de Westfalia. Por lo tanto, el tratado afianzó el dominio sueco de las desembocaduras de los principales ríos alemanes, salvo el Rin. Pomerania era el mayor territorio sueco del Sacro Imperio Romano Germánico.

## Revisiones fronterizas de 1679 y 1720
El trazado fronterizo que se hizo en el tratado se movió ligeramente hacia el oeste tras la guerra de Escania en el Tratado de Saint-Germain-en-Laye (1679), Brandeburgo recibe las ciudades de Kamień, Gryfino y Bahn. Luego cambió sustancialmente, fijándose a lo largo de los ríos Peene y Peenestrom al concluir la Gran guerra del Norte, en el Tratado de Estocolmo (1720).